# Chalybeothemis fluviatilis
Chalybeothemis fluviatilis is een libellensoort uit de familie van de korenbouten (Libellulidae), onderorde echte libellen (Anisoptera).
De wetenschappelijke naam Chalybeothemis fluviatilis is voor het eerst geldig gepubliceerd in 1933 door Lieftinck.